# ستيوارت يورك
ستيوارت يورك (21 سبتمبر 1938 - )  (بالإنجليزية: Stuart York)‏ هو لاعب كريكت بريطاني.